# Porcelia macrocarpa
Porcelia macrocarpa là loài thực vật có hoa thuộc họ Na. Loài này được (Warm.) R.E. Fr. miêu tả khoa học đầu tiên năm 1930.

## Phân bố
Loài này có trong khu vực từ đông đến nam Brasil, bao gồm các bang Bahia, Minas Gerais, Rio de Janeiro, São Paulo, Paraná, Santa Catarina.